# Baesweiler

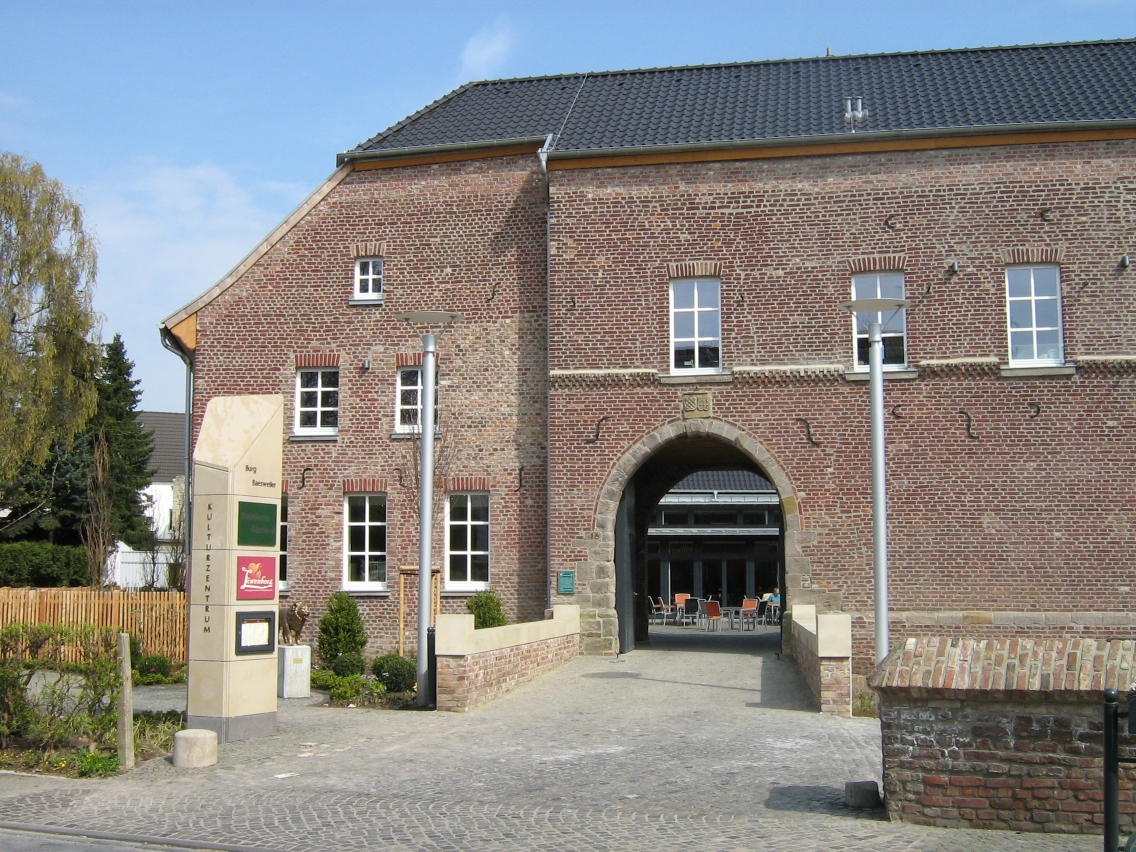
Baesweiler

Baesweiler este un oraș din landul Renania de Nord-Westfalia, Germania.